# 알킬화
알킬화(영어: alkylation)는 한 분자에서 다른 분자로 알킬기가 전이되는 것이다. 알킬기는 알킬 탄소 양이온, 자유 라디칼, 탄소 음이온 또는 카벤(또는 이들의 등가물)로 전이될 수 있다. 알킬기는 일반 화학식이 CnH2n+1인 작용기이며, 여기서 n은 함께 연결된 탄소 수를 나타내는 정수이다. 예를 들어 메틸기(n = 1, CH3)는 메테인(CH4)의 단편이다.

## 같이 보기
- 알킬기